# Siedlung (Lohfelden)

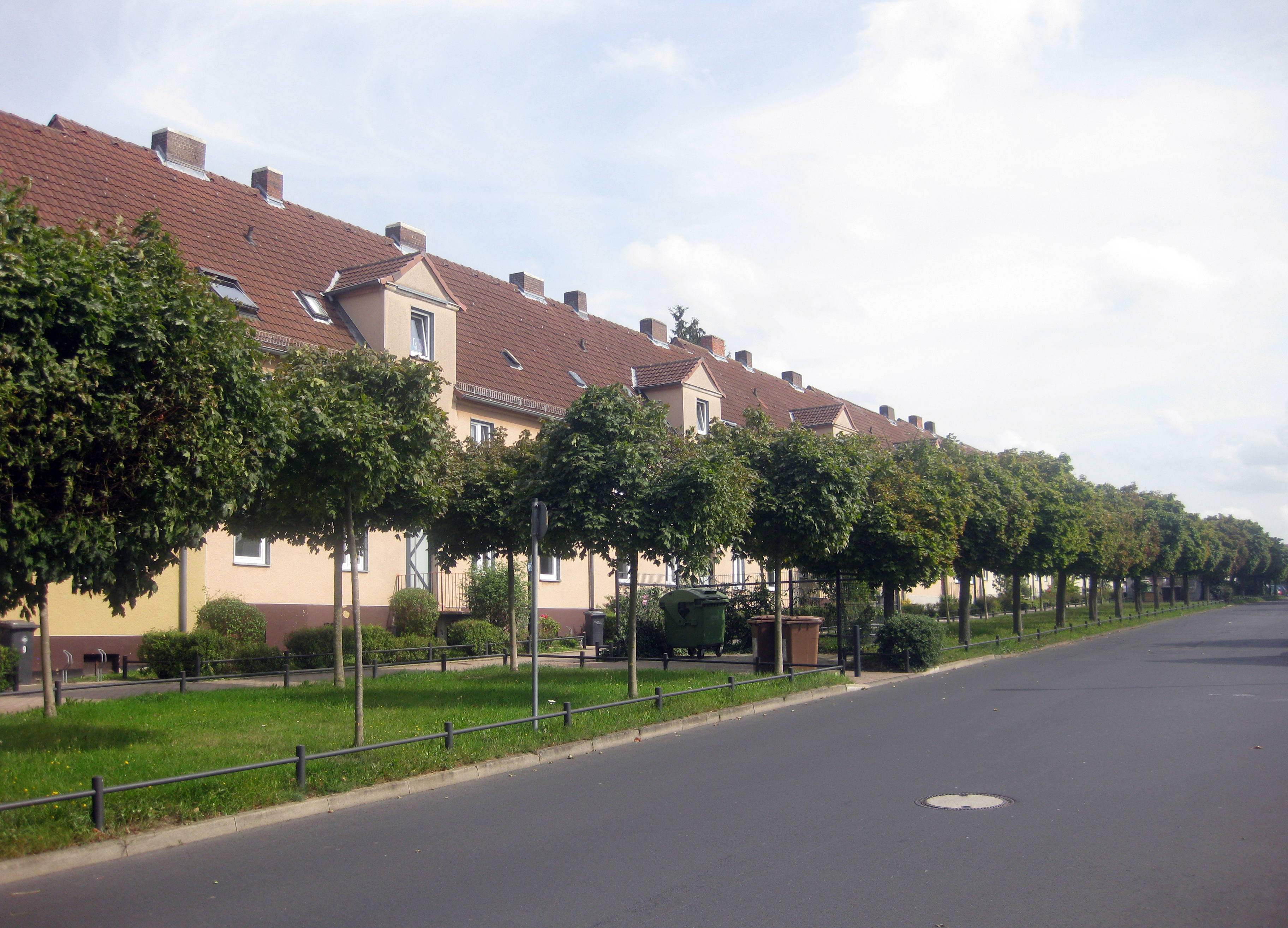
Die Söhrestraße

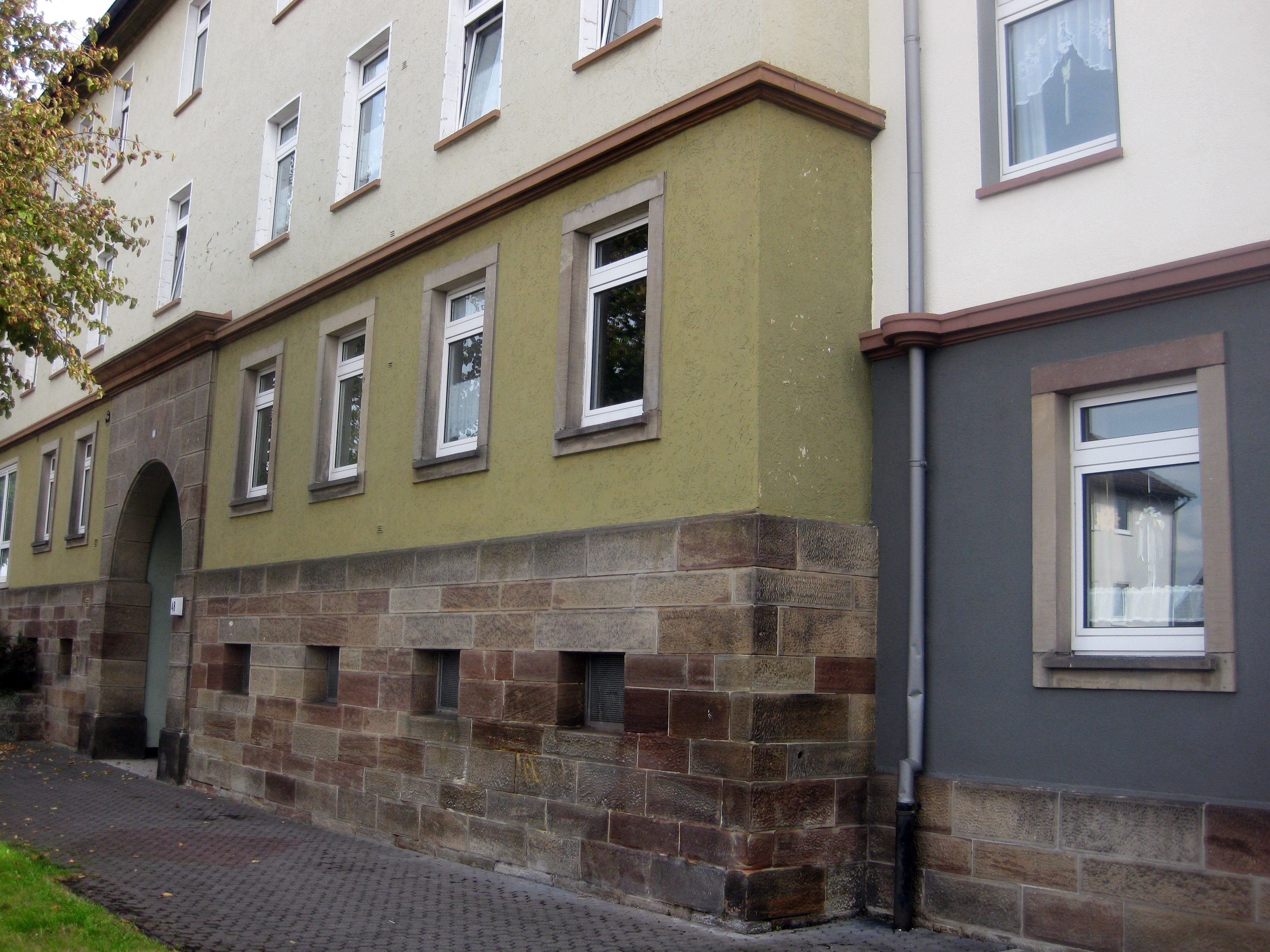
Die Häuserzeile an der Hauptstraße, auch die Farbgebung mutet klassizistisch an

Die Siedlung ist eine Gartenstadt, die 1939–1951 im Heimatschutzstil in Lohfelden errichtet wurde. Mit der neuen Hauptstraße trug sie wesentlich zum Zusammenwachsen der Ortsteile bei.

## Geschichte
Bereits 1919 gab es Planungen, eine Gartenstadt zu errichten. Umgesetzt wurden die Pläne erst in den 1930er Jahren als der Personalbedarf der Junkers- und der Fieselerwerke kriegsbedingt anstieg. Geplant war eine Siedlung mit 2000 Wohneinheiten für 12.000 Menschen und ein Kreiskrankenhaus. Den Wettbewerb gewann der Architekt Hans Georg Oechler.
Eine besondere Rolle kam der Siedlung insofern zu, als sie zwischen den bisherigen Ortsteilen Crumbach und Ochshausen lag und fortan mit diesem die neue Gemeinde Lohfelden bildete. Neben der Siedlung lag das Lager Fernsicht, wo Zwangsarbeiter untergebracht waren.
Abgeschlossen wurde der Bau der Siedlung 1952, jedoch in wesentlich kleinerem Rahmen als ursprünglich geplant. Die Rüstungsindustrie war nun bedeutungslos, und das Kreiskrankenhaus wurde nie errichtet. Der Strukturwandel von zwei Dörfern hin zu einer städtischen geprägten Gemeinde war trotzdem vollzogen.

## Gestaltung
Wenngleich unter den Nationalsozialisten gebaut, so finden sich keine heimattümlichen Zitate, die Söhrestraße erinnert an Vorbilder aus Gartenstädten und die Häuserzeile an der Hauptstraße an klassizistische Vorbilder. Ursache kann sein, dass man aufgrund der Ansiedlung von Arbeitnehmern aus der Industrie keine Romantisierung der zuvor ländlich geprägten Gebieten wollte und sich daher an bürgerlichen Wohnformen orientierte. Andererseits gibt es in Lohfelden auch zahlreiche Beispiele des Klassizismus.